# Султана Цијукова-Савић
Султана Цијукова-Савић (Вршац 8. јануар 1871 — Београд, 4. мај 1935) је била оперска певачица, сопран.
Пeвачке студије на Конзерваторијуму у Бечу (1895), а затим је певала у операма у Хамбургу (1896), Мајнцу (1897), гостовала на оперским сценама у Лондону, Берлину у Петрограду, Прагу Грацу, а затим повремено у Београду и Новом Саду (1896—98).
У Београду наступа 1910. у Опери на Булевару, коју је основала са својим мужем Жарком Савићем. У Српском народном позоришту у Новом Саду 1911—13, а од 1916—28 живи у Загребу. Повремено гостује у казалишту и на концертима, па прелази у Београд, где остаје до смрти. О њеном певању је писало како се њен сопран одликовао високим регистрима и широким обимом, пун прелива и изражајне снаге.
Значајније партије, остварила је у насловним улогама у Травијати (Ђузепе Верди), Проданој невести (Беджих Сметана), Кармен (Жорж Бизе), Тоски (Ђакомо Пучини), (Лепој Галатеји (Франц Супе) а у домаћим операма из тог времена Јованка (Јовачини сватови, Виктор Масе), и Станка (На уранку, Станислав Бинички)